# Wrigley Building
Het Wrigley Building is een wolkenkrabber in Chicago aan North Michigan Avenue, tegenover de Tribune Tower aan het begin van de zogenaamde Magnificent Mile. Het gebouw huisvest het hoofdkantoor van het kauwgombedrijf Wrigley Company.
Het perceel van het Wrigley Building werd in 1920 vrijgemaakt voor de bouw. Op dat moment stonden er nog geen grote kantoorgebouwen ten noorden van de Chicago River en de Michigan Avenue Bridge, die naast de wolkenkrabber de rivier overspant. De grond werd uitgekozen door kauwgommagnaat William Wrigley Jr voor het hoofdkantoor van zijn kauwgombedrijf. Het gebouw werd ontworpen door het architectenbureau van Graham, Anderson, Probst & White. Zij lieten zich inspireren door de Giraldatoren van de kathedraal van Sevilla gecombineerd met elementen uit de Franse renaissance. De 133 meter hoge zuidelijke toren werd voltooid in april 1921 en de 90 meter hoge noordelijke toren in mei 1924. De torens zijn met elkaar verbonden op de begane grond en de derde verdieping. In 1931 werd een loopbrug toegevoegd ter hoogte van de veertiende verdieping. De twee torens, exclusief de niveaus onder Michigan Avenue, hebben een totale oppervlakte van 42.125 vierkante meter.
De zuidelijke toren heeft 30 verdiepingen en de noordelijke 21. Op de zuidelijke toren zijn klokken geplaatst aan alle vier zijden. Elke klok heeft een diameter van bijna zes meter. Het gebouw is bekleed met geglazuurde terracotta, die het gebouw de kenmerkende, glanzende, witte gevel geeft. Bij bijzondere gelegenheden wordt het hele gebouw met de hand gewassen om de terracotta te behouden. 's Nachts wordt het gebouw verlicht met schijnwerpers. Het Wrigley Building was het eerste kantoorgebouw in Chicago dat voorzien was van klimaatregeling.